# Rafael Jiménez
Rafael Jiménez Corral (Barcellona, 24 gennaio 1911 – Barcellona, 17 settembre 1984) è stato un pallanuotista spagnolo.
Ha fatto parte della Spagna che ha partecipato al torneo di pallanuoto ai Giochi di Amsterdam 1928, assieme al fratello Gonzalo.